# هارو ساتو
هارو ساتو (佐藤 春詠) (مواليد 1 يناير 1976)، هي لاعبة كرة قدم كانت تلعب كمهاجم. ولعبت مع منتخب اليابان لكرة القدم للسيدات.